# Chorthippus yunnanensis
Chorthippus yunnanensis är en insektsart som beskrevs av Zheng, Z. 1977. Chorthippus yunnanensis ingår i släktet Chorthippus och familjen gräshoppor. Inga underarter finns listade i Catalogue of Life.